# Kumbo
Kumbo — appelée aussi Banso — est une ville du Cameroun située dans le département du Bui de la région du Nord-Ouest.
La localité est située à une altitude d'environ 2 000 mètres.

## Géographie
La ville est située sur la route nationale 11 à 95 km au nord-est du chef-lieu régional Bamenda.

## Histoire
La subdivision Nso Nso Area Council est établie le 1er avril 1961. La commune de Kumbo Kumbo Council est instaurée en 1977.
Ces dernières années, Kumbo a connu des combats dans la crise anglophone au Cameroun. En mai et juin 2021, l'armée camerounaise a mené l'opération Bui Clean pour expulser les groupes armés séparatistes de la ville et de ses environs. Les combats à Kumbo ont vu les deux parties subir de lourdes pertes. En avril 2024, les séparatistes mènent une attaque d'envergure dans la ville.

## Population
Lors du recensement de 2005, la commune comptait 83 079 habitants, dont 80 212 pour Kumbo Ville.
La population de Kumbo est majoritairement d'origine nso (ou banso). La ville est connue pour ses courses de chevaux.

## Structure administrative de la commune
Outre la ville de Kumbo proprement dite, la commune comprend aussi deux villages : Tadu et Keri.

## Culture et patrimoine

### Musa Heritage Gallery (ou Mus'Art Gallery)

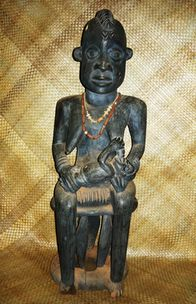
Mother and child (Musa Heritage Gallery, Kumbo, Cameroun)

Ce musée, également connu en tant que « musée des Grassfields », fut créé en 1996 en mémoire de deux défunts artistes camerounais, Daniel Kanjo Musa et son fils aîné John, afin de préserver les sculptures sur bois qu'ils réalisèrent. Au fil des années, Mus'Art s'est développé en élargissant ses collections. Parmi les 400 objets et œuvres d'art exposés, le visiteur peut notamment admirer des masques sculptés, des statues en bois ainsi que d'autres objets réalisés par les Musa. D'autres objets présentés ont été collectés dans la région des Grassfields, tels que des instruments de musique traditionnels, des armes de chasse, des travaux en métal, des objets en bambou et des poteries. Des expositions temporaires y sont également parfois organisées.

### Le palais du Fon

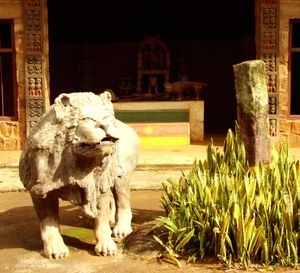
Cour intérieure du Palais du Fon

Siège du chef suprême du peuple Nso, il s'agit du cœur de la vie social et culturelle de Kumbo. Le palais se compose de divers bâtiments traditionnels, décorés de sculptures sur bois, entourant deux cours où le Fon a coutume de siéger pour recevoir son peuple ou ses conseillers. Au centre de la première de ses cours trône la statue de Ngonso, la première reine du peuple Nso selon la légende. Autour du palais en soi, se dressent d'autres bâtiments traditionnels, également décorés de sculptures en bois. Il s'agit des sièges des sociétés sacrées chargées de seconder le Fon dans sa tâche : la société Ngwerong et la société Ngirri. Une mosquée fut également construite à leur côté, bien que la plupart des Nso soient chrétiens.

### La cathédrale

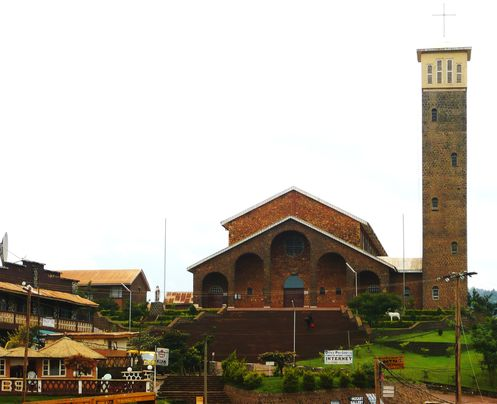
La cathédrale de Kumbo au sommet de square

Construite dans les années 1950, cet imposant bâtiment se trouve au sommet de la colline du square, dominant ainsi la ville. La cathédrale est le siège de l'évêché de Kumbo depuis son instauration en 1983.

## Évêché
- Diocèse de Kumbo
- Liste des évêques de Kumbo
- Cathédrale de Kumbo

## Personnalités
Le cardinal Christian Wiyghan Tumi est né à Kikaikelaki, un quartier de Kumbo, en 1930.

La chercheuse et universitaire Rose Leke est née à Banso (Kumbo) en 1947.

L'évêque Agapitus Enuyehnyoh Nfon est né à Shisong, un quartier de Kumbo, en 1964.

Le footballeur international Bruno Hameni Njeukam est né à Kumbo en 1978.